# Judy Star
Judy Star (Quebec, Canadá, 8 de abril de 1982–Longueuil, 7 de julio de 2010) fue una escort y actriz pornográfica canadiense.
Inició su carrera en la industria para adultos en el 2000 en la película North Pole#19. Ella se lanzó a la fama con su cabello rubio natural, pero posteriormente se lo tiñó de negro.
En el 2003, reveló que es lesbiana y que no le atraen los hombres, a pesar de sus numerosas escenas profesionales heterosexuales.
En abril del 2004, tuvo un susto en el negocio del cine porno, ya que estuvo en cuarentena esperando el resultado de VIH.
Durante el 2004 apareció en varias películas con Darren James y Lara Roxx, actores infectados que tuvieron que retirarse del porno, donde en una de las escenas, apareció teniendo sexo anal con James. Judy era entonces, la única mujer de "segunda generación" en haber estado con James, pero por fortuna, se comprobó que sus resultados fueron negativos al VIH.

## Fallecimiento
Si bien se confirmó el deceso, como no trabajaba para ninguna compañía no hubo ningún comunicado oficial al respecto. Se especula que sufrió un accidente cerebrovascular mientras se duchaba.

## Premios
- 2003 Nominada en los Premios AVN - Mejor nueva estrella.
- 2003 Nominada en los Premios AVN - Mejor escena de sexo grupal (Video).